# Enrico Carattoni
Enrico Carattoni (Borgo Maggiore, 18 maggio 1985) è un politico sammarinese, dal 1º ottobre 2017 al 1° aprile 2018 capitano reggente della Serenissima Repubblica di San Marino, assieme a Matteo Fiorini.
Dal 2003 al 2014 è stato membro della Giunta di Castello della Città di San Marino. 
Dal 2015 al 2016 è stato membro del Consiglio Grande e Generale nelle liste del Partito dei Socialisti e dei Democratici. Viene rieletto alle elezioni politiche del 2016 nella lista Sinistra socialista democratica. Dallo stesso anno è anche membro della direzione del proprio omonimo partito. Alle elezioni politiche del 2019 non si ricandida. Nel 2024 è eletto nuovamente in Consiglio Grande e Generale nella lista di Repubblica Futura come Consigliere indipendente.
È laureato all'Università di Bologna. Dal 2013 svolge la professione di avvocato e notaio.